# Nomia quadridentata
Nomia quadridentata är en biart som beskrevs av Smith 1875. Nomia quadridentata ingår i släktet Nomia och familjen vägbin. Inga underarter finns listade i Catalogue of Life.